# Xã Ravanna, Quận Mercer, Missouri
Xã Ravanna (tiếng Anh: Ravanna Township) là một xã thuộc quận Mercer, tiểu bang Missouri, Hoa Kỳ. Năm 2010, dân số của xã này là 217 người.